# Myothyriopsis
Myothyriopsis är ett släkte av tvåvingar. Myothyriopsis ingår i familjen parasitflugor.
Kladogram enligt Catalogue of Life:
| Myothyriopsis | \| \| Myothyriopsis bivittata \| \| \| \| \| \| Myothyriopsis picta \| \| \| \| |
|               | \| \| Myothyriopsis bivittata \| \| \| \| \| \| Myothyriopsis picta \| \| \| \| |
|               | Myothyriopsis bivittata                                                         |
|               |                                                                                 |
|               | Myothyriopsis picta                                                             |
|               |                                                                                 |